# Amédée Dechambre
Amédée Dechambre, född 12 januari 1812, död 4 januari 1886, var en fransk läkare.
Dechambre blev medicine doktor i Strasbourg 1844, där han innehade en uppburen läkarpraktik och var en flitig författare. Han utgav bland annat Dictionnaire encyclopédique des sciences médicales (1864 ff.)